# Albert Herter
Albert Herter, né à New York en 1871 et mort à Santa Barbara (Californie) en 1950, est un peintre américain.

## Biographie
Albert Herter appartient à la dynastie des Frères Herter, fondateurs de l'agence new-yorkaise de design d'intérieur et d'ameublement. Son père, Christian Herter, est décorateur d’intérieur et créateur de mobilier des années 1860-1890. La famille Herter est une famille (d'origine allemande) de la haute bourgeoisie américaine vivant à Long Island, sur l'avenue Georgia Pond, et à Santa Barbara. Quoique célèbre dans son art, Christian caresse le rêve d’être peintre. En 1881, dix ans après la naissance d’Albert, il quitte les Etats-Unis pour aller étudier en France, à Beauvais, où il est frappé de tuberculose. Il meurt en 1883 et c’est son épouse Mary qui maintient l’entreprise. Elle fait construire notamment « El Mirasol Herter Estate » en Californie, près de Santa Barbara, pour en faire un magnifique show case.
Dès son adolescence, Albert veut reprendre le rêve de son père. Il étudie à New York à l'Art Students League avant d'aller se perfectionner à Paris, dans l'atelier de Jean-Paul Laurens. C’est là qu’il rencontre Adele McGinnis, également étudiante en peinture, qui va devenir sa femme. Il hérite de l'immense fortune de son père ; elle est fille d'un richissime banquier. Les époux partent au Japon pour y peindre, puis reviennent s'installer à East Hampton, dans une maison extravagante appelée The Creeks. Ils y mènent une vie brillante dans la haute société, passant l'hiver en Californie, où, sous la direction de Mary Herter, ils poursuivent la décoration du Mirasol, en 1909 et 1914, et l'été à New York, où ils peignent et reçoivent des artistes du monde entier, poètes, peintres et écrivains.
Albert Herter est également l'auteur de différents ouvrages, surtout des récits. Il est également le père de Christian Herter, gouverneur du Massachusetts et second secrétaire d'État d'Eisenhower. En outre, le couple crée sa propre entreprise de textiles, tentures, portières, rideaux et somptueux panoramiques peints, dont les fameux Cactus. L’entreprise déjà considérable rencontre un immense succès, et la renommée du  couple vaut autant pour la décoration et l’illustration que pour la peinture. Plus tard, Albert enseigne à l'Illinois Institute of Art (en) de Chicago.
Adele meurt en 1946 dans la maison de Long Island. Albert s'installe à l'hôtel Algonquin tout en continuant ses alternances entre l'Ouest et l'Est. Il passe les dernières années de sa vie à rédiger ses mémoires, publiés sous le titre A Dubious Lineage. Il meurt en 1950, à l'hôtel El Mirasol Hôtel, en Californie.

## Le Départ des poilus, août 1914

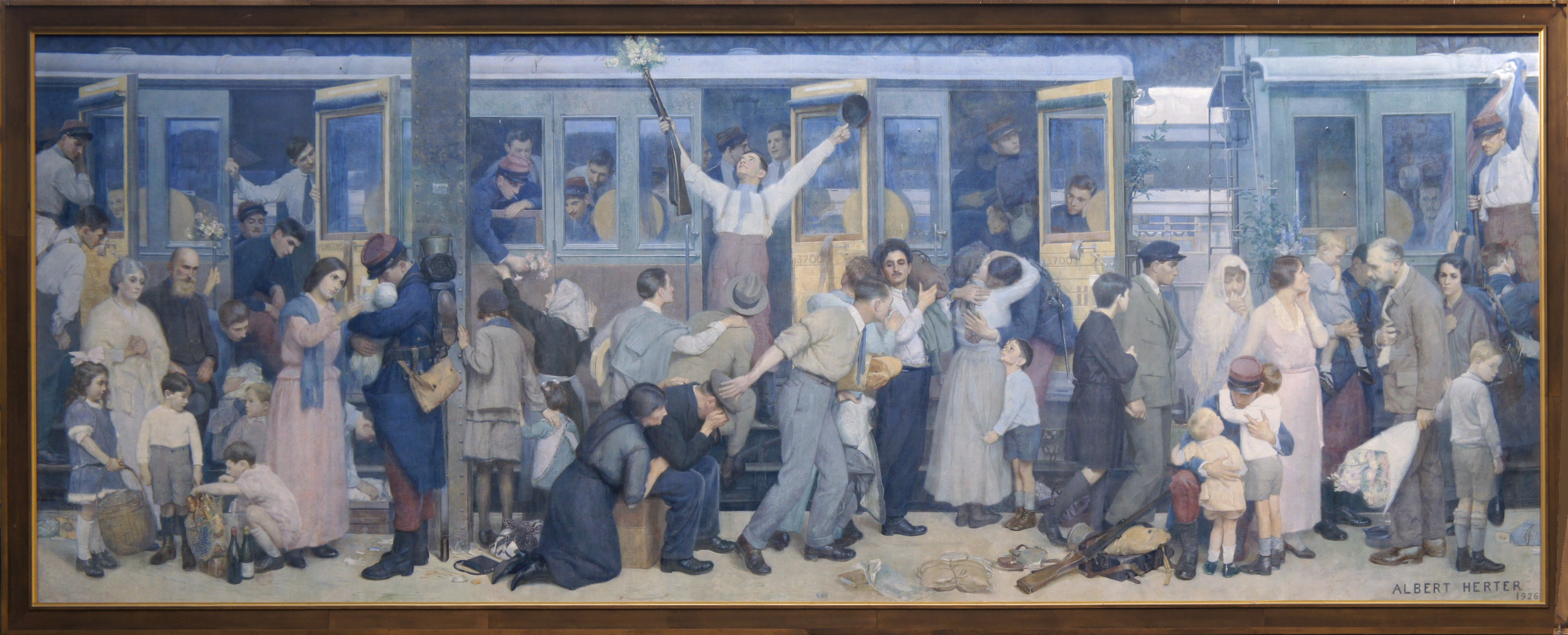
Le Départ des poilus, août 1914.

Albert Herter est connu en France pour être l'auteur d'une peinture monumentale de 60 m2 soit 12 m sur 5 m, Le Départ des poilus, août 1914, exposée depuis 1926 dans le hall des départs de la gare de Paris-Est à Paris. Cette toile illustre le départ pour le front des soldats français, les poilus, mobilisés en 1914. Elle fut peinte en souvenir de son fils, Everit Albert, tué près de Château-Thierry et enterré près du lieu de sa mort, dans les derniers mois de la guerre et inaugurée en présence du Maréchal Joffre.
Lors de la rénovation de la gare pour l'accueil du TGV Est, la toile fut retirée en février  2006 sans que la SNCF ne fournisse d'informations sur sa future réinstallation. Un début de polémique naquit alors. Le sénateur de Moselle Jean Louis Masson posa une question au Sénat à la ministre de la Culture. En août 2007, dans une tribune  du Figaro, Jean des Cars s'inquiétait du sort du tableau. Et c'est dans ce même journal, quelques jours plus tard, que le directeur général exécutif de la SNCF, Guillaume Pepy, indiqua que « ce tableau, à la fois historique et symbolique de la gare de l'Est, reviendra à sa place cet automne, après restauration complète ». Un article du Monde de septembre rapporte ces inquiétudes et résume le début de polémique.
Cette toile avait déjà été retirée en 1945 pour être nettoyée, les fumées des locomotives à vapeur l'ayant salie. Pour la petite histoire Albert Herter s'est représenté sur la droite du tableau c'est le vieil homme au bouquet de fleurs.

## Galerie

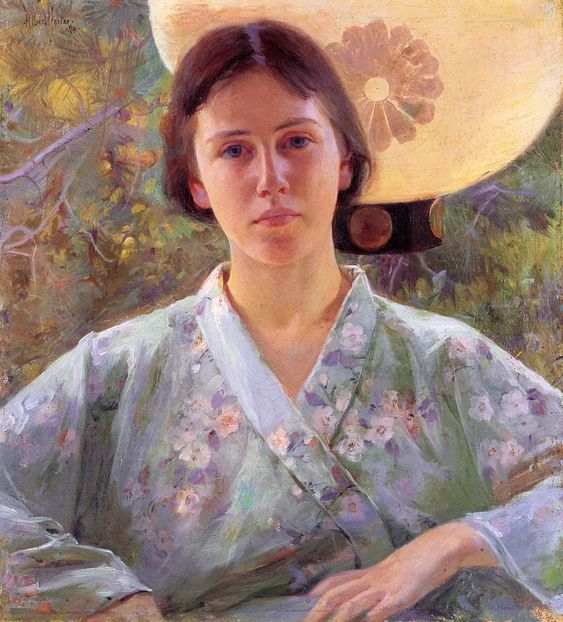
Dame au kimono
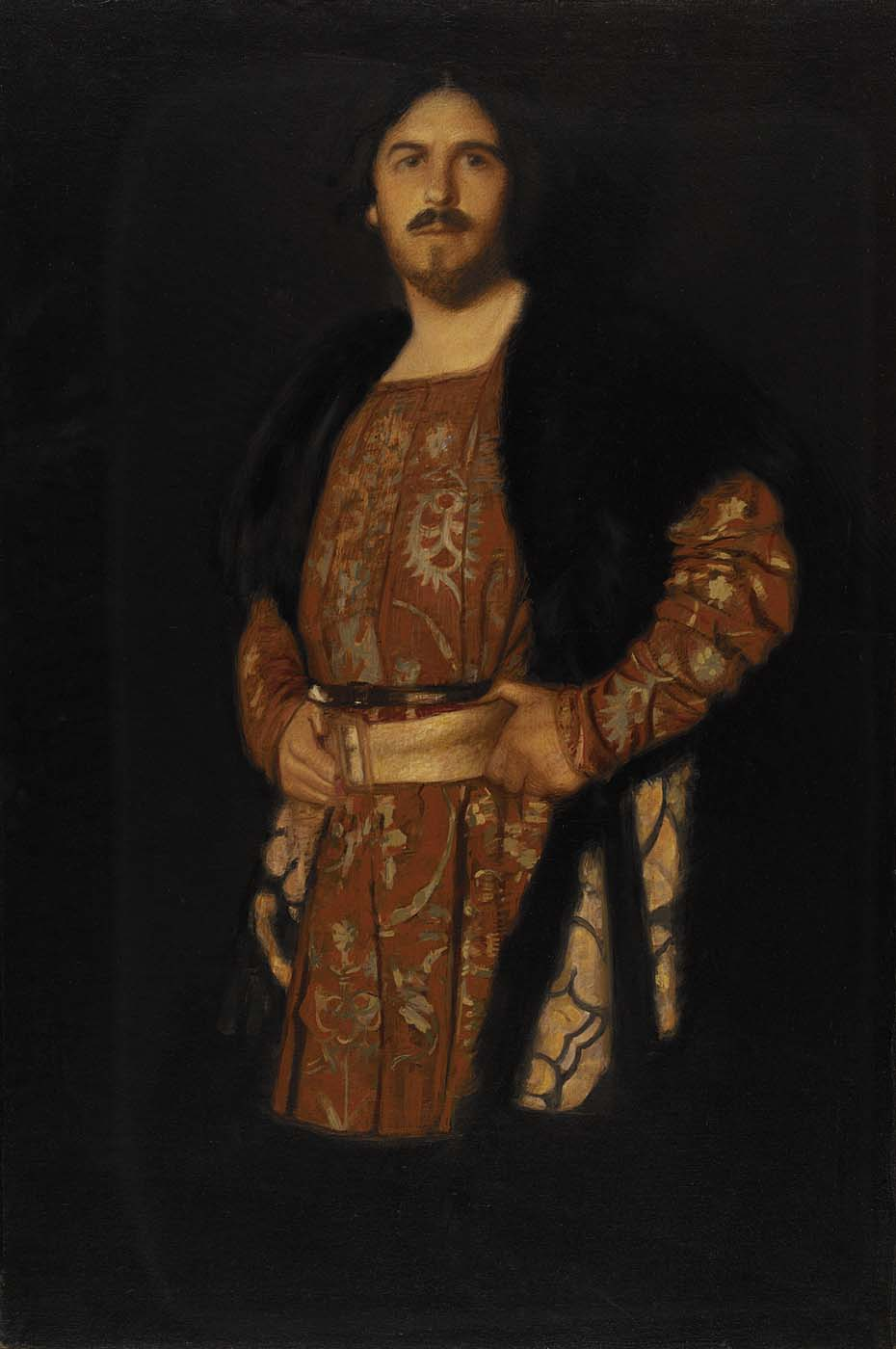
Autoportrait en costume d'Hamlet
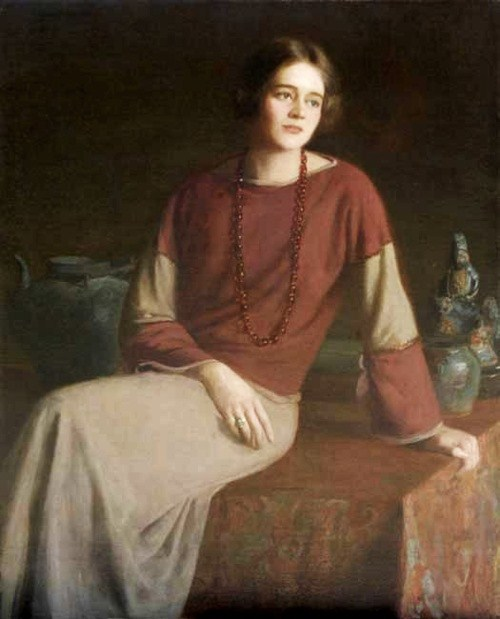
Mrs. George Pratt